# Девил (Мерт и Мозел)
Девил (фр. Deuxville) насеље је и општина у североисточној Француској у региону Лорена, у департману Мерт и Мозел која припада префектури Линевил.
По подацима из 2011. године у општини је живело 405 становника, а густина насељености је износила 56,02 становника/km². Општина се простире на површини од 7,23 km². Налази се на средњој надморској висини од 228 метара (максималној 340 m, а минималној 225 m).

## Демографија
| 1962. | 1968. | 1975. | 1982. | 1990. | 1999. | 2011. |
| ----- | ----- | ----- | ----- | ----- | ----- | ----- |
| 242   | 273   | 288   | 270   | 312   | 364   | 405   |

График промене броја становника у току последњих година